# Beate Lakotta
Beate Lakotta (* 1965 in Kassel) ist eine deutsche Journalistin und Buchautorin. 

## Leben
Nach ihrem Studium an der Universität Heidelberg (Germanistik und Politikwissenschaft) und einem TV-Volontariat war sie zunächst freiberuflich als Journalistin tätig. Als Redakteurin im Wissenschaftsressort des Magazins Der Spiegel beschäftigte sie sich zehn Jahre lang mit Themen aus Medizin, Medizinethik, Neurowissenschaften und Psychologie. Von 2011 bis 2023 berichtete sie als Justiz- und Kriminalreporterin des Nachrichtenmagazins aus Gerichten, Strafvollzug und forensischer Psychiatrie.
Beate Lakotta ist die Tochter des Malers und Keramikers Peter Lakotta und der Lehrerin Gudrun Lakotta. Sie ist verheiratet mit dem Fotografen Walter Schels. Mit ihm gemeinsam realisiert sie Ausstellungs- und Buchprojekte.
2020 gründete Lakotta in Hamburg den „Fotografenverlag“.

## Kritik
Als Reporterin verteidigte Lakotta von Dezember 2012 an in mehreren Artikeln das Vorgehen der bayerischen Justiz im Fall Gustl Mollath und wurde dafür unter anderem von den bloggenden Juristen Oliver García, Thomas Stadler und Gabriele Wolff kritisiert.

## Auszeichnungen
Für das Ausstellungs- und Buchprojekt Noch mal leben, das Lakotta in Zusammenarbeit mit ihrem Partner, dem Fotografen Walter Schels, realisierte, wurden die Autoren mit dem Hansel-Mieth-Preis, dem Deutschen Sozialpreis und dem Deutschen Fotobuchpreis 2004 ausgezeichnet.
- 2000: Schizophrenia Reintegration Award der Lilly Deutschland GmbH für Befehle von der Katze.[7]
- 2007: Europäischen Journalistenpreis des Verbandes Deutscher Medizinjournalisten (VDMJ) und der Bayer HealthCare AG für Alexanders Abschied[8] zum Thema Wachkoma.
- 2009: Arthur-Koestler-Preis der Deutschen Gesellschaft für Humanes Sterben (DGHS) für den Artikel "Das Leiden der Anderen" (Der Spiegel, 48/2008) über die Haltung deutscher Ärzte zur Sterbehilfe
- 2010:  Emma-Journalistinnen-Preis[9] für Der Ludwig lacht zum Thema Spätabtreibung (3. Platz)
- 2011: Deutscher Reporter-Preis für das Spiegel-Gespräch Ein Leben wie im Fegefeuer[10] mit dem an Alzheimer erkrankten Psychologieprofessor Richard Taylor
- 2012: Nominierung für den Henri-Nannen-Preis (Kategorie Beste Reportage.[11]) mit Ich wollte nur überleben über in Deutschland vor Gericht gestellte somalische Piraten

## Magazin-Beiträge
- Befehle von der Katze. In: Der Spiegel. Nr. 2, 2000, S. 156–159 (online – 10. Januar 2000).
- Alexanders Abschied. In: Der Spiegel. Nr. 46, 2006, S. 170–178 (online – 13. November 2006).
- Der Ludwig lacht. In: Der Spiegel. Nr. 26, 2009, S. 128 ff. (22. September 2009, online)
- Ein Leben wie im Fegefeuer. In: Der Spiegel. Nr. 9, 2010. (22. September 2009, online)
- Ich wollte nur überleben. In: Der Spiegel. Nr. 14, 2011, S. 52–58 (online – 4. April 2011).

## Bücher + Ausstellung
- mit Walter Schels: Noch mal leben vor dem Tod. Wenn Menschen sterben. Deutsche Verlags-Anstalt, München 2004, ISBN 3-421-05837-7 (Hörbuch gelesen von Beate Lakotta & Matthias Brandt: Noch mal leben vor dem Tod. Wenn Menschen sterben. Roof Music, Bochum 2005, ISBN 3-936186-98-7)
- Die zum Buch gehörende Ausstellung Noch mal leben/Life Before Death wurde zuerst 2004 im Deutschen Hygiene-Museum in Dresden gezeigt. Weitere Stationen waren unter anderem: Kunstmuseum Thurgau, 2006;  Museu de Agua, Lissabon; 2006, Wellcome Collection, London, 2008;  Westlicht – Schauplatz für Fotografie, Wien, 2009;  Norsk Teknisk Museum, Oslo, 2014; Limmat-Hall, Zürich, 2016.[12][13][14]
- mit Walter Schels: Hände. Verlag S. Fischer, Frankfurt 2016, ISBN 978-3-10-002547-0.
- Sigmund Freud – Revolutionär der Seele, SPIEGEL E-Book, 2016, 150 Seiten
- Annette Bruhns, Beate Lakotta, Dietmar Pieper (Hg.): Demenz: Was wir darüber wissen, wie wir damit leben. SPIEGEL-Buch, DVA, 2010
- Das letzte Bild. Stadtgalerie Saarbrücken[15]